# Xevi Pujolar
Xavier Pujolar i Pla (Madremaña, Gerona, 3 de enero de 1973), es un ingeniero mecánico español y actual ingeniero jefe de pista de la escudería Alfa Romeo Racing en Fórmula 1. Previamente, ha trabajado en la categoría para Jaguar, Williams, Hispania Racing Team, Toro Rosso y Sauber, Por lo que se le considera uno de los tres ingenieros españoles más importantes en la máxima competición automovilística tras Joan Villadelprat y Wifredo Ricart.

## Trayectoria
Pujolar era aficionado al motociclismo. Su primer Gran Premio al que asistió fue en el Campeonato del Mundo de Motociclismo, en Paul Ricard, a mediados de los 80. En 1992, se incorporó a la Universidad de Gerona, donde estudia ingeniería mecánica durante tres años y pronto consigue un trabajo en Genikart, que tenía a Fernando Alonso como uno de sus pilotos, y en Arisco. Después de graduarse en 1996, trabajó con karts en Francia, con Cristian Boudon por un año. Posteriormente, estuvo trabajndo en el Open by Nissan como ingeniero de carreras de la escudería francesa G-Tec. Allí permaneció hasta el año 2000, cuando emigró a la Fórmula 3000 Internacional con el equipo junior de Red Bull, donde coincidiría con Antonio García un año después. 
En 2002 conoció a Niki Lauda, quien le invitó a unirse al equipo Jaguar de Fórmula 1 para ser uno de los ingenieros responsables del auto de Eddie Irvine. En 2003 se fue a trabajar a Williams para el monoplaza de Juan Pablo Montoya. En 2004, fue ascendido a ingeniero de carreras, donde trabajó con varios pilotos de Williams hasta 2009. en 2010, Pujolar fue ingeniero senior en la escudería española Hispania Racing Team, donde trabajó como el ingeniero de carreras de Bruno Senna, sin embargo, abandonó la escudería volviendo a Williams para ser el ingeniero de Pastor Maldonado para la temporada siguiente, una sociedad que continuó en 2012, cuando Maldonado logró ganar el Gran Premio de España de 2012. Pujolar fue nombrado ingeniero jefe de carreras en 2013 y se mudó a Toro Rosso trabajando con Jean-Eric Vergne y más tarde con Max Verstappen.
En mayo de 2016, Pujolar se desvincula de Toro Rosso por desacuerdos con la cúpula de la escudería italiana y en agosto del mismo año, es contratado por Sauber (actual Alfa Romeo Racing), como jefe de ingeniería de pista. Ya que este puesto estaba vacante desde que Tim Malyon dejó el equipo suizo en abril de ese año, solo tres meses después de que reemplazara a Giampaolo Dall'Ara.